# Varsó-Modlin Mazóviai repülőtér
A Varsó-Modlin Mazóviai repülőtér (IATA: WMI, ICAO: EPMO) Lengyelország és Varsó egyik legújabb nemzetközi repülőtere, átadására 2012 júliusában került sor, így a régiót a Frédéric Chopin repülőtér mellett egy újabb légikikötő is kiszolgálja.
A korábban katonai reptérként szolgáló létesítmény mintegy 40 km-re északra fekszik a lengyel fővárostól, a Ryanair diszkont légitársaság központja. Maximális kapacitása kb. 2,3 millió utas évente.

## Történelem

### Korábbi használat

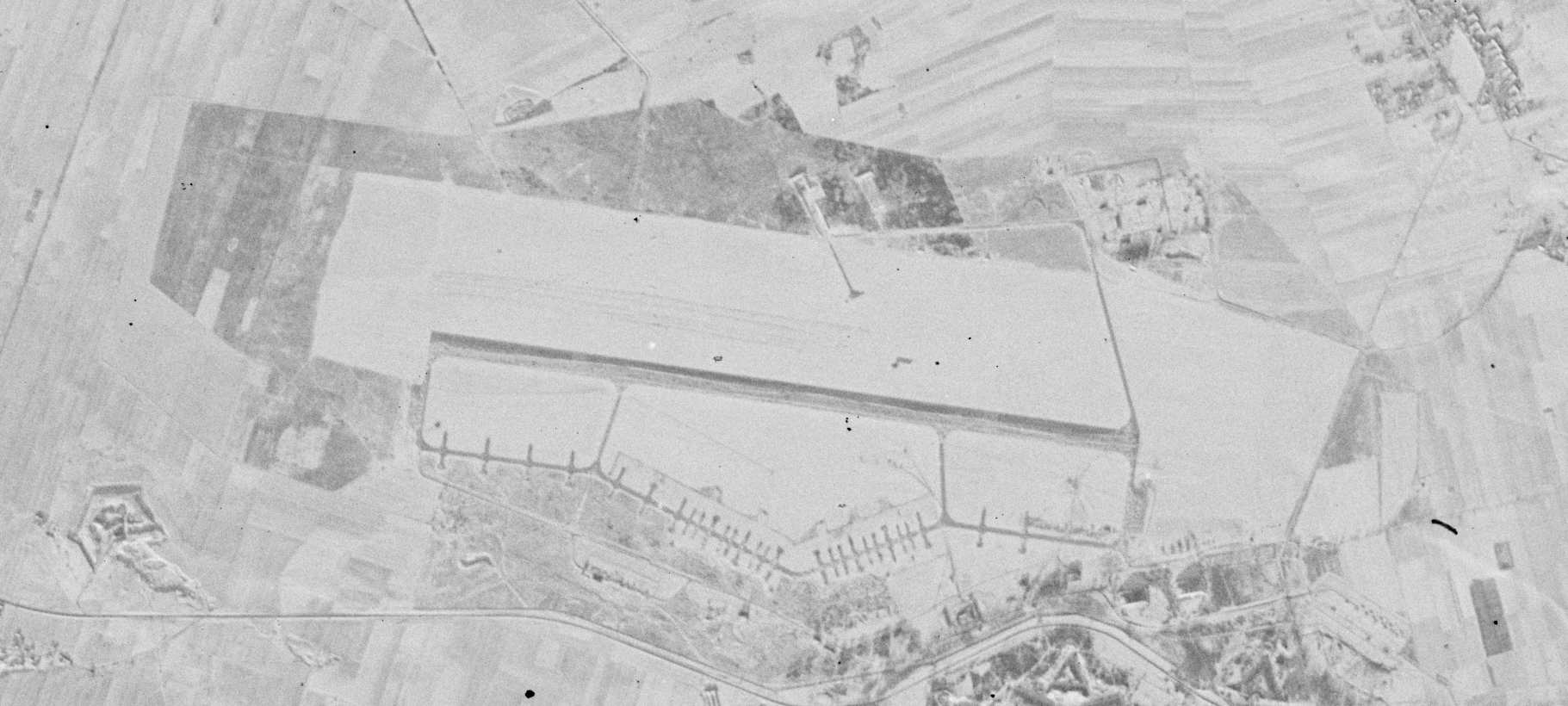
Az egykori légibázis 1961-ben.

Eredetileg katonai felhasználásra tervezték a Második Lengyel Köztársaságban, 1937-ben, de a lengyel hatóságok nem nyitották meg. Ehelyett 1940-ben a második világháború alatt a Luftwaffe lengyelországi központja volt. A háború után 1945 és 2000 között a lengyel és a szovjet légierő használta. 2000-ben a Lengyel Nemzetvédelmi Minisztérium bezáratta a repteret. A repülőtér kifutópályája rossz állapotban volt, nem volt megfelelő világítás és több modern rendszer is hiányzott a repülőtérről.

### Felújítás
A régi repülőtér nagy része mai is ide tartozik. Később a korábbi létesítményt polgári célú felhasználásra alakították át. Ez a gondolat, hogy a repülőtér a diszkont társaságok gépeit itt fogadja a fő reptér helyett a 2000-es évek elején került szóba. Később számos előre bejelentett nyitási időpont elcsúszott. Készült környezetvédelmi felmérés is. 2010 február 8-án a repülőtér megkapta a hivatalos engedélyeket az illetékes hatóságtól.
2009 szeptemberében elfogadták a pályázatokat a reptér felújításával kapcsolatban, és a 2012-es UEFA Európa futballbajnokságra kellett von elkészülnie, bár ezt a határidőt nem sikerült betartani, mivel a repülőtér 2012 júliusában készült el.
A meglévő Varsó-Gdynia vasútvonalból elágazó, új 5 km-es hosszúságú vasúti sínpályát kellett építeni a reptér metróállomásáig, így a városközpont elérése kb. 30 percbe kerül.
A repülőtér hivatalos megnyitása 2012 július 15-én volt, az első járat megérkezésével Budapestről kb. 17.30-kor.

### Növekedés
2012 december 22-én a repülőteret be kellett záratni, mivel a kifutópálya állapota nem volt megfelelő. A Ryanair 22-én megerősítette, hogy az összes Modlinba érkező és onnan induló járatot Chopin repülőtérre helyezi át, amíg a kifutó állapota nem lesz megfelelő. A Wizz Air ugyanígy tett. A hivatalos megnyitás 2013 július 4-én történt meg. 17-én a Wizz Air bejelentette, hogy nem kíván visszatérni Modlinba. A Ryanair szeptember 30-án visszatért a reptérre, és több új útvonalt is megnyitott.

## Épület

### Terminál
A repülőtér egy teljesen új terminállal rendelkezik, amely 10 repülőt képes egy időben kiszolgálni, mind az indulást és az érkezést tekintve. Az épületben nincsenek utashidak, ezért a repülőgépet busszal kell megközelíteni. Továbbá néhány üzlet található itt.

### Kifutópálya
A kifutó egy 2500 méter hosszú és 60 méter széles kifutóval rendelkezik, amelyhez egy párhuzamosan, teljes hosszban lévő gurulóút tartozik.

## Légitársaságok és úticélok
2023-ban a Varsó-Modlin Mazóviai repülőtérről az alábbi járatok indulnak:
A következő légitársaságok üzemeltetnek rendszeres menetrend szerinti és charterjáratokat Modlin:
| Légitársaság | Célállomások |
| ------------ | --- |
| Ryanair      | Alicante, Amman–Queen Alia, Barcelona, Bari, Beauvais, Bergamo, Birmingham, Bologna, Budapest, Catania (vége 2023 október 28-tól), Charleroi, Dublin, Edinburgh, Eindhoven, Helsinki, Leeds/Bradford, Lisszabon, Liverpool, London–Stansted, Madrid, Málaga, Málta, Nápoly, Páfosz, Porto, Riga, Róma–Ciampino, Sandefjord, Stockholm–Arlanda, Tel-Aviv (2023 október 29-től), Tenerife–South, Tirana (2023 október 31-től), Treviso, Valencia (2023 október 30-tól), Bécs Szezonális: Athén, Bristol (vége 2023 október 27-től), Burgasz, Cagliari, Haniá, Köln/Bonn, Koppenhága (2023 október 29-től), Korfu, Faro, Glasgow, Göteborg (vége 2023 november 5-től), Kaunas (vége 2023 október 28-tól), Manchester (vége 2023 október 27-től), Palma de Mallorca, Pescara, Pisa, Rodosz, Rimini, Shannon, Thessaloniki, Trapani, Zára, Zákinthosz |

## Forgalom
Az utasforgalom az elmúlt években az alábbi módon változott:
| Utasok száma |      |      | 344 566 | 1 703 743 | 2 589 286 | 2 931 503 | 3 081 966 | 3 106 041 | 1 396 833 | 3 126 428 |
|              | 2010 | 2011 | 2013    | 2014      | 2015      | 2017      | 2018      | 2019      | 2021      | 2022      |

## Megközelítés

### Autó
A repülőtér Varsótól 35 km-re található, a 62-es országút mellett, amely az S7-es autópályához kapcsolódik Varsó és Gdańsk között.

### Busz
Két autóbusz vállalat, a ModlinBus és az OKbus a repteret különböző városokkal köti össze.

### Vonat
Magának a reptérnek nincs saját vasútállomása, de Modlinbe gyakori buszjárat közlekedik a vasútállomásra, ahonnan a helyi vagy távolsági vonatok naponta 62-szer indulnak. Ezek közül 21 (60 percenként) a varsói főpályaudvaron át közlekednek a Chopin repülőtérre. A többi járat a varsói nyugati pályaudvarra közlekedik.